# Casa Robert (Altafulla)
La Casa Robert, o Can Robert de la Placeta, és un edifici del municipi d'Altafulla a la comarca del Tarragonès, protegit com a bé cultural d'interès local.

## Descripció

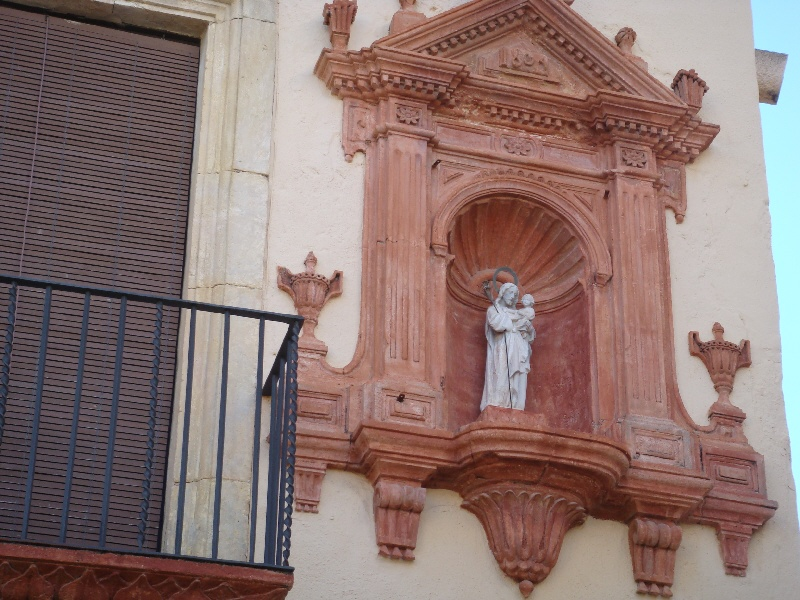
Fornícula de la façana

És un exemple típic de les cases de dins el recinte de la vila closa.
Té, com quasi totes, una planta baixa, el pis noble i, a sobre, una galeria correguda de línia molt senzilla, però de gran bellesa.
L'edifici només té una porta d'accés, de proporcions airoses i estructura rectilínia. A la clau del portal es pot llegir la data de construcció: «1792».
Trenca la façana del pis baix una finestra situada al costat de la porta principal.
El pis superior té una balconada a la qual surten dues portes i al costat -sempre donant al carrer- una fornícula de 1803, de clara influència barroca, amb la imatge de sant Josep.

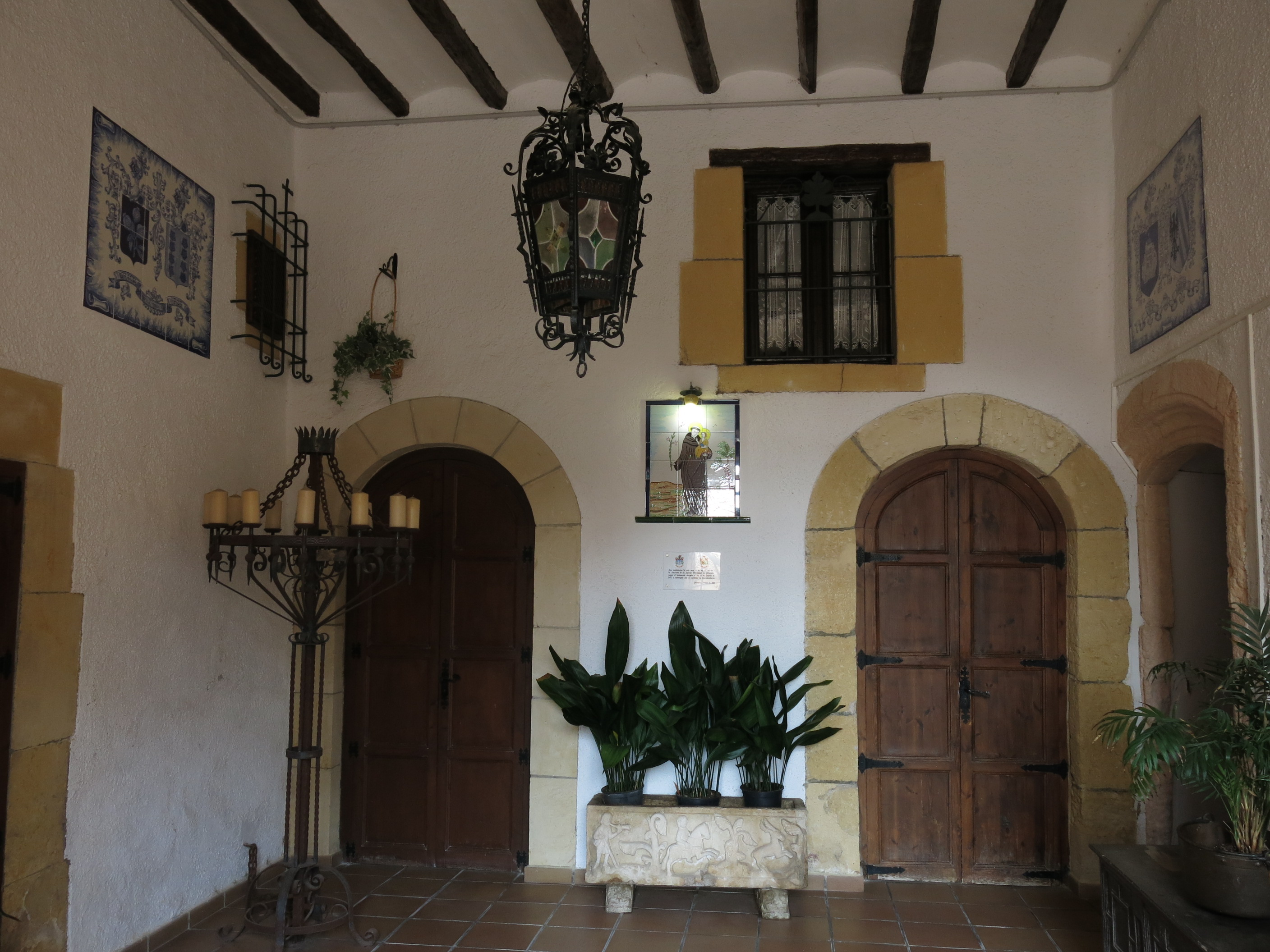
Vestíbul d'entrada

L'últim pis destaca per la galeria correguda amb tres obertures al carrer i una al costat de la casa que dona al carrer del Cup.
Tampoc no manca la teulada amb un voladís generós.

## Història
La casa ha sofert moltes transformacions a l'interior. La part d'habitatge està llogada.